# Dicranomyia palliditerga
Dicranomyia palliditerga är en tvåvingeart som först beskrevs av Alexander 1942.  Dicranomyia palliditerga ingår i släktet Dicranomyia och familjen småharkrankar. Inga underarter finns listade i Catalogue of Life.